# 李金镛祠堂
李金镛祠堂，位于黑龙江省大兴安岭地区漠河市金沟林场。李金镛祠堂于1997年重建。
2005年1月31日，黑龙江省人民政府公布为第五批黑龙江省文物保护单位。